# Neoerysiphe galeopsidis
Neoerysiphe galeopsidis är en svampart som först beskrevs av Augustin Pyrame de Candolle, och fick sitt nu gällande namn av U. Braun 1999. Neoerysiphe galeopsidis ingår i släktet Neoerysiphe och familjen Erysiphaceae.   Inga underarter finns listade i Catalogue of Life.
I den svenska databasen Dyntaxa används istället namnet Erysiphe galeopsidis för samma taxon.  Arten är reproducerande i Sverige.

## Källor

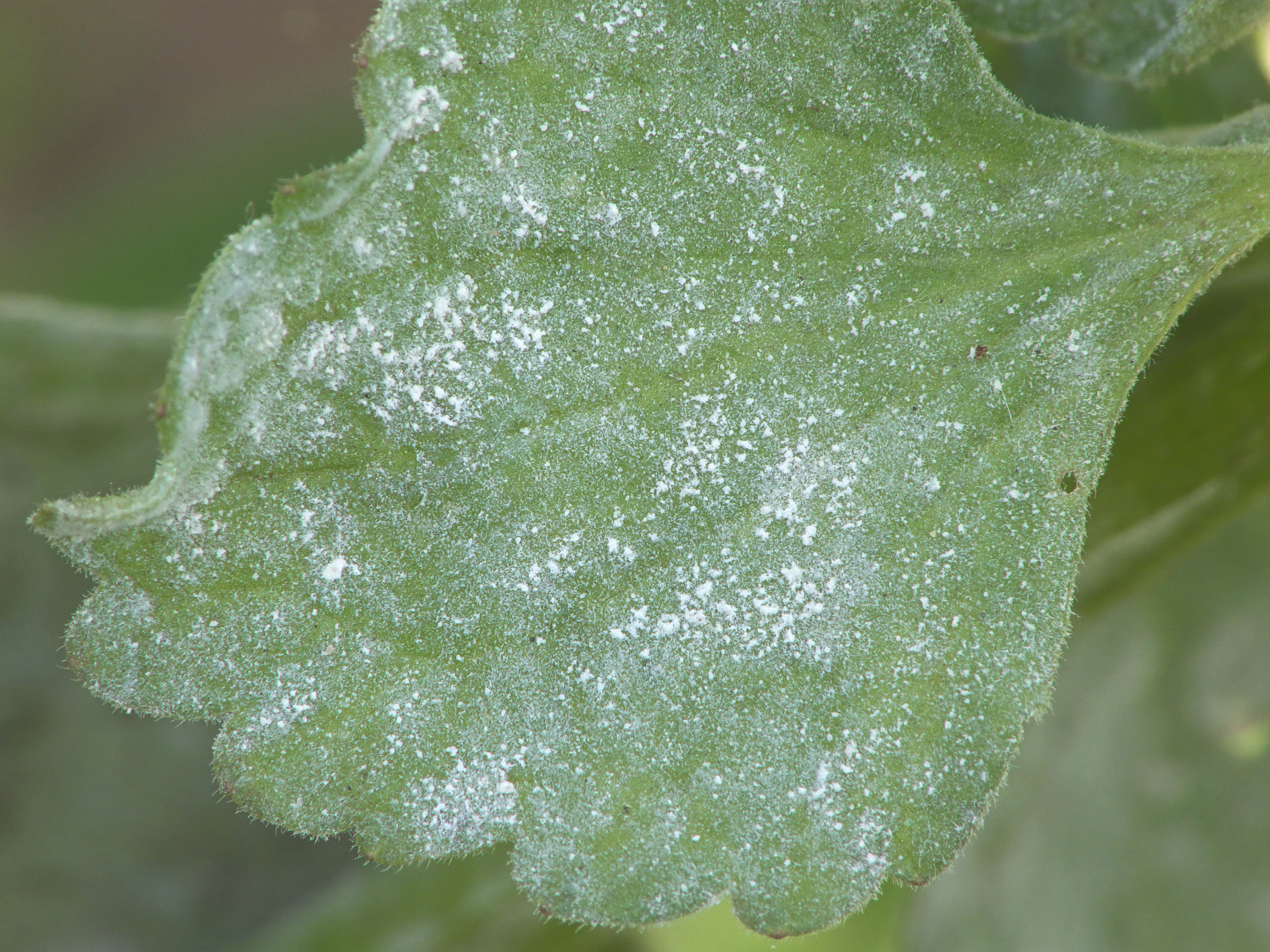
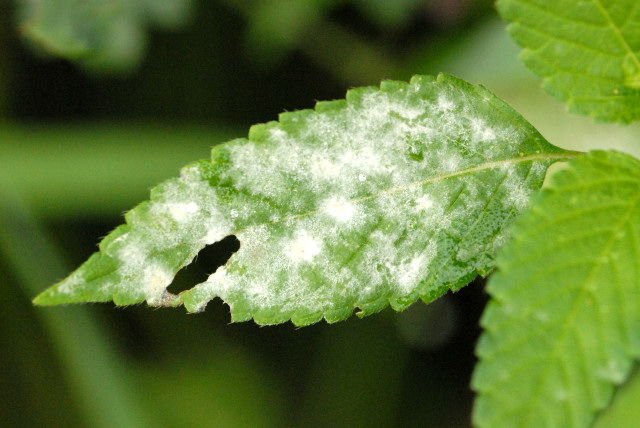
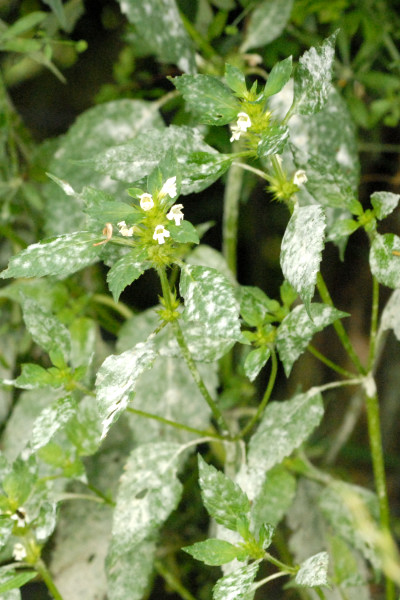